# 탄생 (2004년 영화)
《탄생》(영어: Birth)는 2004년에 개봉한 미국 영화이다.

## 줄거리
숀과 애나는 뉴욕에 사는 부부이다. 숀은 보이지 않는 관중에게 자신이 환생을 믿지 않는다고 설명하는 강의를 하고 있는 것으로 들린다. 그 후, 숀은 조깅을 하다가 쓰러져 죽는다.
10년 후, 애나는 새로운 약혼자 조셉의 청혼을 받아들인다. 숀의 동생 클리포드가 애나의 약혼 파티에 도착했을 때, 그의 아내 클라라는 선물을 포장하는 것을 잊었다며 자리를 비운다. 대신, 그녀는 원래 선물을 급히 묻은 후 새 선물을 사는데, 어린 소년이 몰래 지켜보고 있다.
얼마 후, 애나의 어머니 파티에서 그 소년은 아파트에 몰래 들어와 자신이 숀이라고 주장한다. 처음에는 애나가 소년의 주장을 무시한다. 다음 날 애나가 그에게서 조셉과 결혼하지 말라고 경고하는 편지를 받자, 그녀는 그 소년이 정말로 자신이 환생한 남편이라고 믿고 있음을 깨닫는다.
그날 밤, 애나와 조셉은 편지에 대해 이야기한다. 건물 경비원이 그 소년을 알고 그의 이름이 숀이라는 것을 아는 것 같으므로, 조셉은 더 많은 정보를 얻기 위해 전화를 건다. 숀이 전화를 받자 조셉은 그를 만나기 위해 아래층으로 달려간다. 그는 숀을 숀의 아버지에게 데려가고 그들 셋은 숀에게 애나를 혼자 두라고 명령한다. 숀은 자신의 이야기를 철회하기를 거부하고 애나는 숀이 아버지의 품에 쓰러지는 것을 본다.
숀은 애나의 자동 응답기에 메시지를 남기고, 애나의 어머니가 이를 듣는다. 그날 점심 식사 중에 애나의 어머니는 숀이 공원에서 애나를 만나고 싶어하며, 애나가 정확히 어디인지 알 것이라고 말한다. 애나는 센트럴 파크로 서둘러 가서 남편이 죽은 장소에서 숀이 기다리고 있는 것을 발견한다. 그는 질문에 응하겠다고 제안한다.
애나의 시동생인 의사 밥은 숀과 이야기하며 그의 답변을 녹음한다. 숀은 모든 질문에 답하고, 애나와 숀의 성생활에 대한 친밀한 세부 사항까지 제공한다. 숀은 그의 어머니에 의해 애나에게로 데려와지며 아파트의 일부를 알아본다. 애나를 제외한 모든 사람들은 여전히 의심한다. 애나의 가족은 걱정하기 시작하고, 특히 숀을 경멸하는 애나의 여동생 로라는 더욱 그렇다.
애나가 약혼자와의 약속을 어기고 숀과 시간을 보내자, 조셉은 소년뿐만 아니라 애나의 이상한 행동 때문에 걱정하기 시작한다. 그는 숀을 물리적으로 공격할 때 질투심이 분명히 드러난다. 숀이 뛰쳐나가자 애나는 그를 따라가고 숀은 그녀의 입술에 키스한다.
애나는 소년의 이야기에 납득한 듯 클라라와 클리포드를 만나게 해달라고 부탁한다. 클라라는 문에서 숀을 만나 나중에 방문해 달라고 부탁한다. 숀이 그녀를 방문할 때, 그는 애나가 숀에게 쓴 연애 편지로 가득 찬 배낭을 가져온다. 이 꾸러미는 클라라의 악의적인 약혼 선물이었는데, 소년이 파티가 열린 날 밤에 몰래 발굴하여 읽은 것이었다. 클라라는 숀이 죽기 전에 그의 연인이었으며, 그는 사랑의 증거로 그 편지들을 개봉하지 않은 채 그녀에게 주었다. 클라라는 숀이 애나를 떠나지 않을 것을 질투했지만, 마지막 순간에 애나에게 편지를 주려던 계획을 포기했다. 클라라가 숀에게 그가 정말로 환생했다면 그녀에게 먼저 왔을 것이라고 지적하자, 숀은 혼란스러워하며 뛰쳐나간다.
애나가 숀을 찾았을 때, 그녀는 그들이 도망쳐 숀이 법적 성인이 되면 결혼하자고 제안한다. 그는 애나에게 자신은 그녀를 사랑하기 때문에 환생한 숀이 될 수 없다고 말한다. 애나는 조셉에게 사과하고, 그들은 해변에서 결혼한다. 숀은 애나에게 사과하는 긴 편지를 쓰며 자신이 왜 남편이라는 망상에 빠졌는지 의아해한다. 애나는 결혼식 후 고통스러워하며 바닷가로 걸어 들어간다. 조셉은 그녀를 찾아 데려오며 그녀의 귀에 속삭인다.

## 출연
- 니콜 키드먼 - 애나
- 대니 휴스턴 - 조셉
- 캐머런 브라이트 - 숀

## 한국판 성우진(MBC)
- 송도영 - 애나(니콜 키드먼)
- 박일 - 조셉(대니 휴스턴)
- 이미자 - 숀(캐머런 브라이트)
- 안정현 - 애나의 엄마(로런 버콜)
- 박태호 - 클리포드(피터 스토메어)
- 기경옥 - 클라라(앤 헤이치)
- 전국근 - 사무실 직원(타이 코페만)
- 이명숙 - 힐 부인(조 캘드웰)
- 김명수 - 숀의 아버지(테드 러바인)
- 전수빈 - 밥(알리스 하워드)
- 김순선 - 숀의 엄마(카라 세이무어)
- 최상기 - 파티 손님(로버트 찰스)
- 김강산 - 피터(조던 라게)
- 김동현 - 지미(마일로 에디카)
- 배주영 - 파티 손님(테사 오버조노이스)
- 유은숙 - 로라(앨리슨 엘리엇)
- 김호성 - 어른 숀(마이클 데소텔스)
- 이자옥 - 선생님(엘리자베스 그린버그)
- 유상우 - 클라라의 이웃(리사 반스)
- 김두희 - 경찰(에드 보그다노비치)